# Sentiero azzurro
Il sentiero Verde Azzurro è un itinerario escursionistico che si snoda interamente all'interno del Parco nazionale delle Cinque Terre.
In realtà si tratta del sentiero numero SVA del CAI della Spezia e, tornando più indietro nel tempo, del sentiero utilizzato da sempre dagli abitanti per spostarsi a piedi tra i cinque borghi.

## Percorso

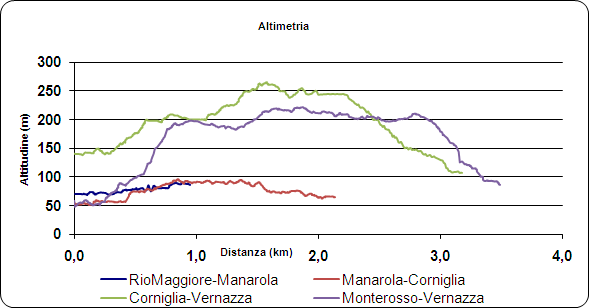
Altimetria del sentiero

Il sentiero parte da Riomaggiore per raggiungere Monterosso attraversando Manarola, Corniglia e Vernazza ed è lungo circa 12 km. La massima altitudine la si tocca a Prevo, minuscola frazione di Vernazza, a circa 200 m s.l.m.
Per percorrerlo interamente occorrono oltre 5 ore di cammino e lo si può considerare diviso in quattro distinte tratte.
- Il primo tratto, tra Riomaggiore e Manarola, è ancor meglio conosciuto come Via dell'Amore. È il più corto (circa 1 km) ed è senza dubbio il più facile e lo si percorre in meno di mezz'ora. Il sentiero è stato chiuso dal 24 settembre 2012 a seguito di una frana che ha investito e ferito gravemente un gruppo di cinque turiste australiane  e riaperto nell'estate del 2024 .
- Il secondo tratto, tra Manarola e Corniglia, è lungo 2,8 km e richiede circa un'ora di cammino. È chiuso dal 2013 .
- Il terzo tratto, tra Corniglia e Vernazza, è lungo 3,5 km e occorrono quasi due ore.
- Il quarto tratto, tra Vernazza e Monterosso al Mare, è il più lungo ed il più impegnativo. È lungo 3,8 km e richiede non meno di due ore.

Il dislivello complessivo del sentiero è di circa 600 metri, in larga parte concentrato nei due tratti più lunghi tra Corniglia e Monterosso al Mare.

## Frequentazione
Si tratta di uno degli itinerari escursionistici più frequentati della zona. Sull'itinerario si trovano punti di controllo della Cinque Terre Card. La carta è finalizzata a consentire la fruizione dei servizi erogati dall'Ente Parco Nazionale delle Cinque Terre e costituisce una sorta di autofinanziamento. Il ricavato delle Cinque Terre Cards è diretto in via prioritaria al mantenimento e al recupero del territorio nonché a consentire i servizi di mobilità all'interno del Territorio